# Juan Sánchez Méndez
Pour les articles homonymes, voir Sánchez, Méndez et Juan Sánchez.
Juan Pedro Sánchez Méndez, né le 19 janvier 1967, est un linguiste espagnol.
Docteur en philologie hispanique de l'université de Valence en 1997 avec une thèse de linguistique contrastive sur l’espagnol d'Amérique, il enseigne la dialectologie hispanique dans cette même université entre 1999 et 2006. À partir de cette année, il devient directeur de l'Institut de langues et littératures hispaniques de l'université de Neuchâtel, où il enseigne la linguistique ibéro-romane. Il est notamment l'auteur de Historia de la lengua española en América.